# Mauricio Figueiredo
Mauricio Figueiredo (ur. 11 kwietnia 1967) – brazylijski brydżysta, World International Master (WBF).

## Wyniki brydżowe

### Olimpiady
Na olimpiadach uzyskał następujące rezultaty:
| Olimpiady Brydżowe. Zawody teamów | Olimpiady Brydżowe. Zawody teamów | Olimpiady Brydżowe. Zawody teamów   | Olimpiady Brydżowe. Zawody teamów | Olimpiady Brydżowe. Zawody teamów | Olimpiady Brydżowe. Zawody teamów |
| Rok                               | Miejsce                           | Zawody                              | Kategoria                         | Drużyna                           | Pozycja                           |
| --------------------------------- | --------------------------------- | ----------------------------------- | --------------------------------- | --------------------------------- | --------------------------------- |
| 2012                              | Lille                             | 2. Olimpiada Sportów Umysłowych     | Open                              | Brazil                            | 21                                |
| 2008                              | Pekin                             | 1 Olimpiada Sportów Umysłowych      | Open                              | Brazil                            | 9                                 |
| 2002                              | Salt Lake City                    | 4 Mistrzostwa o Wielką Nagrodę MKOL | Open                              | Brazil                            | 6                                 |
| 1996                              | Rodos                             | 10. Olimpiada Teamów                | Open                              | Brazil                            | 19                                |

### Zawody światowe
W światowych zawodach zdobył następujące lokaty:
| Mistrzostwa Świata. Konkurencja teamów | Mistrzostwa Świata. Konkurencja teamów | Mistrzostwa Świata. Konkurencja teamów   | Mistrzostwa Świata. Konkurencja teamów | Mistrzostwa Świata. Konkurencja teamów | Mistrzostwa Świata. Konkurencja teamów |
| Rok                                    | Miejsce                                | Zawody                                   | Kategoria                              | Drużyna                                | Pozycja                                |
| -------------------------------------- | -------------------------------------- | ---------------------------------------- | -------------------------------------- | -------------------------------------- | -------------------------------------- |
| 2010                                   | Filadelfia                             | 13. Seria Mistrzostw Świata              | Open                                   | Sao Paulo                              | 113                                    |
| 2009                                   | São Paulo                              | 39 Mistrzostwa Świata Teamów             | Open                                   | Brazil                                 | 17                                     |
| 2009                                   | São Paulo                              | 39. Mistrzostwa Świata Teamów            | Trans                                  | Brazil                                 | 5                                      |
| 2009                                   | Santiago                               | 59. Mistrzostwa CSB                      | Open                                   | Brazil                                 | 3                                      |
| 2007                                   | Szanghaj                               | 38 Mistrzostwa Świata Teamów             | Open                                   | Brazil                                 | 9                                      |
| 2001                                   | Paryż                                  | 35. Mistrzostwa Świata Teamów            | Trans                                  | Villas–Boas                            | 57                                     |
| 2001                                   | Paryż                                  | 35 Mistrzostwa Świata Teamów             | Open                                   | Brazil                                 | 16                                     |
| 1998                                   | Lille                                  | 10 Mistrzostwa Świata                    | Open                                   | Pinto                                  | 255                                    |
| 1994                                   | Albuquerque                            | 9. Mistrzostwa Świata                    | Open                                   | Cintra                                 | 33                                     |
| 1991                                   | Ann Arbor                              | 3. Młodzieżowe Mistrzostwa Świata Teamów | Juniorzy                               | Brazil                                 | 11                                     |

| Mistrzostwa Świata. Konkurencja par | Mistrzostwa Świata. Konkurencja par | Mistrzostwa Świata. Konkurencja par | Mistrzostwa Świata. Konkurencja par | Mistrzostwa Świata. Konkurencja par | Mistrzostwa Świata. Konkurencja par |
| Rok                                 | Miejsce                             | Zawody                              | Kategoria                           | Partner                             | Pozycja                             |
| ----------------------------------- | ----------------------------------- | ----------------------------------- | ----------------------------------- | ----------------------------------- | ----------------------------------- |
| 2009                                | Santiago                            | 59. Mistrzostwa CSB                 | Open                                | Gabriel Chagas                      | 3                                   |

## Klasyfikacja
- Mauricio Figueiredo – klasyfikacja WBF (ang.)